# Réserve spéciale d'Andranomena
 (juin 2015).
Si vous disposez d'ouvrages ou d'articles de référence ou si vous connaissez des sites web de qualité traitant du thème abordé ici, merci de compléter l'article en donnant les références utiles à sa vérifiabilité et en les liant à la section « Notes et références ».
La réserve spéciale d'Andranomena fait partie du réseau d'aires protégées de Madagascar. Créée par décret le 28 octobre 1958, elle est située à 30 km au nord-est de Morondava et fait partie de la commune rurale de Bemanonga. Elle couvre une superficie de 6420 ha. Elle est accessible durant toute l’année. La réserve a une richesse en faune et en flore de 80 % d’endémicité, d’où le classement de la réserve comme site d’intérêt scientifique. La population malgache habitant dans le périmètre de la réserve est principalement composée de deux ethnies dominantes : Sakalava et Korao.

## Conditions climatiques
La zone présente deux saisons bien distinctes : une saison chaude et pluvieuse de novembre à mars (les mois de janvier et février étant les plus arrosés) et une saison sèche d’avril à octobre, provoquant le tarissement de la plupart des cours d’eau.
 
La pluviométrie annuelle moyenne est de 600 à 1 200 mm. La température moyenne annuelle est de 25,1 °C, le mois le plus chaud étant janvier (27,6°) et le mois le plus froid juillet (21,3°).

## Les lacs
Sites attrayants où barbotent et frétillent les oiseaux aquatiques tels que les Angongo, Vivy, Vano, Kapi-drano… encadrés par la végétation luxuriante de la forêt dense sèche.
 
Plusieurs lacs existent dans la réserve.

## Paysage
Paysage luxuriant, où l'on circule à travers les clairières sous la canopée des baobabs, et où l’on peut voir et apprécier les formes bizarres et étonnantes des baobabs jumeaux, baobabs amoureux, baobabs mâles… et se laisser bercer par le sifflement étrange des oiseaux.

## Flore
- La forêt dense sèche forme un massif continu du nord vers le sud et est entrecoupée par des lacs temporaires ; les espèces y sont extrêmement variées.
- L'inventaire botanique a permis d'y recenser 113 espèces ligneuses.
- 98 % des espèces de la famille des Bombacaceae sont constitués par trois espèces de Baobab (Adansonia grandidieri, Adansonia rubrostipa et  Andansonia zà).
- Le Hazomalania voyroni est parmi les espèces rares et menacées dans la région selon son histoire dans la réserve.

## Faune
L’inventaire faunistique a montré un résultat d’importance non négligeable pour la réserve qui est un espace vital pour plusieurs espèces :
- 11 espèces de reptiles dont le Pyxis planicauda (Kapi-dolo), endémique local
- 48 espèces d’oiseaux
- 7 espèces de lémuriens, facilement observables, dont

2 diurnes : Propithecus verreauxi verreauxi (Sifaka), Eulemur fulvus rufus (Gidro)
 
5 nocturnes : Microcebus berthae (Tilitilivahy) endémique local, Lépilemur ruficaudatus  (Boenga), Microcebus murinus (Tsidy), Phaner furcifer (Vakiandry), Mirza coquereli (Kelibeohy)

- 4 espèces de rongeurs dont 2 endémiques malagasy et 1 endémique locale : Hypogeomys antimena (Vositse).